# شعر الصعاليك

## الصعلكة
- لغة مأخوذة من قولهم: «تصعلكت الإبل» إذا خرجت أوبارها وانجردت. ومن هذا الأصل اللغوي، أصبح الصعلوك هو الفقير الذي تجرد من المال، وانسلخ من جلده الآدمي ودخل في جلد الوحوش الضارية. وإذا كان الأصل اللغوي لهذه الكلمة يقع في دائرة الفقر، فإن الصعلكة في الاستعمال الأدبي لا تعني الضعف بالضرورة، فهناك طائفة من الصعاليك الذين تمردوا على سلطة القبيلة وثاروا على الظلم والقمع والقهر والاستلاب الذي تمارسه القبيلة على طائفة من أفرادها. ونظرًا لسرعتهم الفائقة في العدو وشراستهم في الهجوم والغارة، أُطلق عليهم ذؤبان العرب أو الذؤبان تشبيهًا لهم بالذئاب.
- مما لاشك فيه أن هناك عوامل جغرافية وسياسية واجتماعية واقتصادية أدت إلى بروز ظاهرة الصعلكة في الصحراء العربية إبَّان العصر الجاهلي. فالعامل البيئي الذي أدى إلى بروز هذه الظاهرة يتمثل في قسوة الصحراء وشُحِّها بالغذاء إلى درجة الجوع الذي يهدد الإنسان بالموت. وإذا جاع الإنسان إلى هذه الدرجة، فليس من المستغرب أن يتصعلك ويثور ويقتل.

## العامل السياسي
- يتمثل في وحدة القبيلة القائمة على العصبية ورابطة الدم. فللفرد على القبيلة أن تحميه وتهرع لنجدته حين يتعرض لاعتداء. ولها عليه في المقابل أن يصون شرفها ويلتزم بقوانينها وقيمها وأن لا يجر عليها جرائم منكرة. وفشل الفرد في الوفاء بهذه الالتزامات قد يؤدي إلى خلعه والتبرؤ منه، ومن هنا نجد طائفة من الصعاليك تُسمى الخلعاء والشذاذ.[1]

## الناحية الاجتماعية
- نجد أن التركيبة القبلية تتشكل من ثلاث طبقات هي طبقة الأحرار الصرحاء من أبناء العمومة، وطبقة المستجيرين الذين دخلوا في القبيلة من قبائل أخرى، ثم طبقة العبيد من أبناء الإماء الحبشيات. والحقيقة أن مجموعة كبيرة من الصعاليك هم من أبناء هذه الطبقة المستلبة التي ثار الأقوياء من أفرادها لكرامتهم الشخصية مثل الشنفرى وتأبط شراً و عمرو بن براقة و السليك بن السلكة و عامر بن الأخنس وغيرهم. وكان يُطلق عليهم أغربة العرب أو الغِرْبان تشبيهًا لهم بالغراب لسواد بشرتهم.

## العامل الاقتصادي
- يعزى إلى أنَّ حياة القبيلة في العصر الجاهلي كانت تقوم على النظام الإقطاعي الذي يستأثر فيه السادة بالثروة، في حين كان يعيش معظم أفراد الطبقات الأخرى مستخدَمين أو شبه مستخدمين. فظهر من بين الأحرار أنفسهم نفر رفضوا أن يستغل الإنسان أخاه الإنسان، وخرجوا على قبائلهم باختيارهم لينتصروا للضعفاء والمقهورين من الأقوياء المستغلين. ومن أشهر هؤلاء عروة بن الورد الملقب بأبي الصعاليك أو عروة الصعاليك.

## يمثلون
- يمثل الصعاليك من الناحية الفنية خروجًا جذريًا عن نمطية البنية الثلاثية للقصيدة العربية. فشعرهم معظمه مقطوعات قصيرة وليس قصائد كاملة. كما أنهم، في قصائدهم القليلة، قد استغنوا في الغالب عن الغزل الحسي وعن وصف الناقة. ويحل الحوار مع الزوجة حول حياة المغامرة محل النسيب التقليدي في بعض قصائدهم. وتمثل نظرتهم المتسامية إلى المرأة موقفًا يتخطى حسية العصر الجاهلي الذي يقف عند جمال الجسد ولا يتعداه إلى رؤية جمال المرأة في حنانها ونفسيتها وخُلقها.
- على الرغم من أن مقاصد شعر الصعاليك كلها في تصوير حياتهم وما يعتورها من الإغارة والثورة على الأغنياء وإباحة السرقة والنهب ومناصرة الفقراء، إلاّ أنه اهتم بقضايا فئة معينة من ذلك العصر، يرصد واقعها ويعبِّر عن همومها ويتبنى مشكلاتها وينقل ثورتها النفسية العارمة بسب ما انتابها من ظلم اجتماعي.[2][3]